# Ehud
Pour les articles homonymes, voir Aod.
Ehud (ou Ehoud, ou Aod) (hébreu : אֵהוּד בֶּן־גֵּרָא) est le deuxième des juges d'Israël.

## Présentation
Son histoire est contée au 3e chapitre du Livre des Juges.

## Récit biblique
La judicature d'Othoniel offre une période de paix de quarante ans. À sa mort, le peuple d'Israël fait à nouveau ce qui déplaît à Dieu. En représailles, ce dernier donne la victoire à Églon, roi de Moab, qui asservit le peuple d'Israël pendant dix huit ans.
À l'issue de cette période, Dieu donne au peuple d'Israël un libérateur en la personne d'Ehud, fils de Guéra, de la tribu de Benjamin.
Ehud libère le peuple de l'asservissement en utilisant la ruse. Il se présente à Églon pour lui offrir un cadeau muni d'une épée au côté droit. Églon ne se méfie pas car il ignore que Ehud est gaucher. Dès qu'il se retrouve seul avec le roi, Ehud le tue ; puis sort du palais comme si de rien n'était. Il prend la fuite à Seïra et rameute une partie du peuple d'Israël en sonnant de la trompette dans la montagne d'Éphraïm. Mille hommes de Moab sont tués par les Israélites  garantissant sa victoire et une période de paix de quatre-vingts ans.
Samgar succède à Ehud comme juge d'Israël.